# Camille Bilodeau
Camille Bilodeau serait un pseudonyme collectif d'auteurs, « un hétéronyme modelé sur la figure de Réjean Ducharme », utilisé par André Major, François Ricard, Gilles Archambault, Wilfrid Lemoine,  Jacques Brault et Nicole Deschamps, en 1979, pour Une ombre derrière le cœur, paru aux Éditions Quinze, de Montréal.

« […] L’influence du mouvement de la contre-culture est claire, le pied de nez aux institutions, évident, et le désir de mystification est présent, notamment à travers Camille Bilodeau, un hétéronyme modelé sur la figure de Réjean Ducharme. En 1979 paraît en effet Une ombre derrière le cœur, aux Éditions Quinze. Les auteurs du DOLQ  {60} l’attribuent à Wilfrid Lemoine, mais Mario Pelletier, dans La traversée des illusions [Montréal, Fides, 1994, p. 184], précise qu’il [Camille Bilodeau] s’agissait en fait d’un collectif d’écrivains réunissant André Major, François Ricard, Gilles Archambault, Wilfrid Lemoine, Jacques Brault et Nicole Deschamps :
Nous l’avons publié aux Quinze sous le pseudonyme de Camille Bilodeau, en souhaitant que cet auteur pluriel puisse mystifier le public autant que Réjean Ducharme. Mais cette petite mascarade est tombée à plat, dans le grand désert d’indifférence du public québécois {61}.
Si la mystification échoue, ce n’est pas faute de l’avoir alimentée : Jacques Brault lui-même en fait une critique complaisante dans Spirale, et peut se permettre des propos objectifs puisque, dit-il, « l’auteur lui est inconnu {62} ». La fausse biographie de la quatrième de couverture évoque effectivement celle de Ducharme. Camille Bilodeau est « [n]é quelque part au Québec dans le milieu des années quarante », il se réfugie dans le récit « pour échapper à sa biographie ». On voit que la fiction se prolonge, au-delà du texte, dans le paratexte, et le jeu ludique du nom d’auteur peut être perçu comme une caractéristique postmoderne. […] »

— Marie-Pier Luneau, « L’auteur en quête de sa figure : évolution de la pratique du pseudonyme au Québec, des origines à 1979 »
.